# Favartia richardbinghami
Favartia richardbinghami är en snäckart som först beskrevs av Edward James Petuch 1987.  Favartia richardbinghami ingår i släktet Favartia och familjen purpursnäckor. Inga underarter finns listade i Catalogue of Life.